# Гарві Лейбенстайн
Гарві Лейбенстайн (англ. Harvey Leibenstein; 1922, Іванопіль, Волинська губернія, Україна — 28 лютого 1994, Кембридж, Массачусетс, США) — американський економіст єврейського походження, уродженець Волині.

## Життєпис
У дитячому віці переїхав до Канади з батьками. Бакалавр (1945) і магістр (1946) Північно-Західного університету; доктор філософії (1951) Принстонського університету. Викладав у Каліфорнійському університеті (Берклі), Іллінойському технологічному інституті і Гарварді (1967–1989). Викладацьку діяльність припинив у 1989 р. після автомобільної аварії. Входить до списку «ста великих економістів після Кейнса» за версією М. Блауга.
Основоположник концепції X-ефективності діяльності фірми.

## Основні твори
- «Економічна відсталість і економічне зростання» (Economic Backwardness and Economic Growth, 1957);
- «За межами економічної людини» (Beyond Economic Man: A New Foundation for Microeconomics, Harvard University Press, 1976);
- «Всередині фірми: неефективність ієрархії» (Inside the Firm: The Inefficiencies of Hierarchy, Harvard University Press, 1987).
- «Промислова ефективність і X-ефективність » (Allocative Efficiency and X-Efficiency / / The American Economic Review, 56 (1966), pp. 392–415).